# دونگ‌تالا (شهرستان تونگ)
دونگ‌تالا (به لاتین: Döng-Talaa) یک منطقهٔ مسکونی در قرقیزستان است که در شهرستان تونگ واقع شده‌است. دنگ‌تالا ۸۶۵ نفر جمعیت دارد و ۱٬۹۴۷ متر بالاتر از سطح دریا واقع شده‌است.